# Samaja obajatel'naja i privlekatel'naja
Samaja obajatel'naja i privlekatel'naja (Самая обаятельная и привлекательная) è un film del 1985 diretto da Geral'd Bežanov.

## Trama
Nadja Kljueva vive il suo lavoro, sacrificando la sua vita personale. E all'improvviso incontra una ex compagna di classe sull'autobus, che decide di migliorare la vita della sua amica.